# Primera imprenta en México

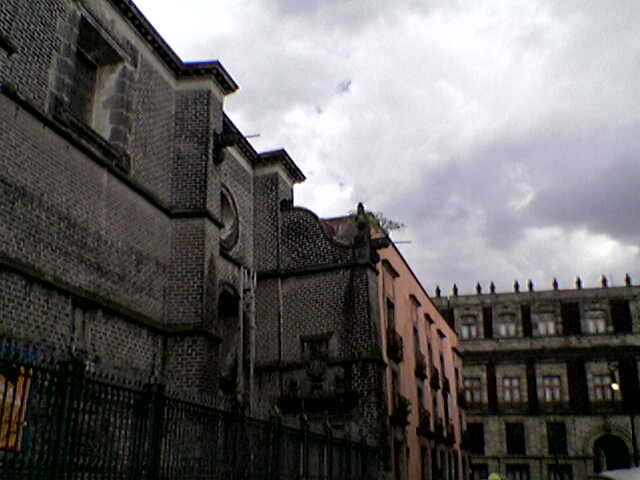
Casa de la primera imprenta en México

La imprenta en México, también la primera imprenta en el continente americano, fue fundada en 1539 por el impresor Juan Cromberger por petición de Juan de Zumárraga obispo de México, y autorizada por el virrey Antonio de Mendoza. Se implementa en el nuevo continente por la necesidad de obtener material destinado a la evangelización de una manera más barata y en menor tiempo, contrario a lo que suponía importarlos desde Europa.

## Antecedentes
En el México prehispánico, el soporte de escritura era el códice hecho de pieles de venado o cordero, lienzos de henequén u hojas de papel hechos con amate, higuera o maguey, y se utilizaban pinturas vegetales y animales (cochinilla o parásito de nopal) para plasmar el contenido manuscrito. Por causa de los diversos conflictos entre los españoles y los pueblos originarios, la mayoría de estos códices se perdieron y junto con ellos su conocimiento y su riqueza histórica y cultural. 

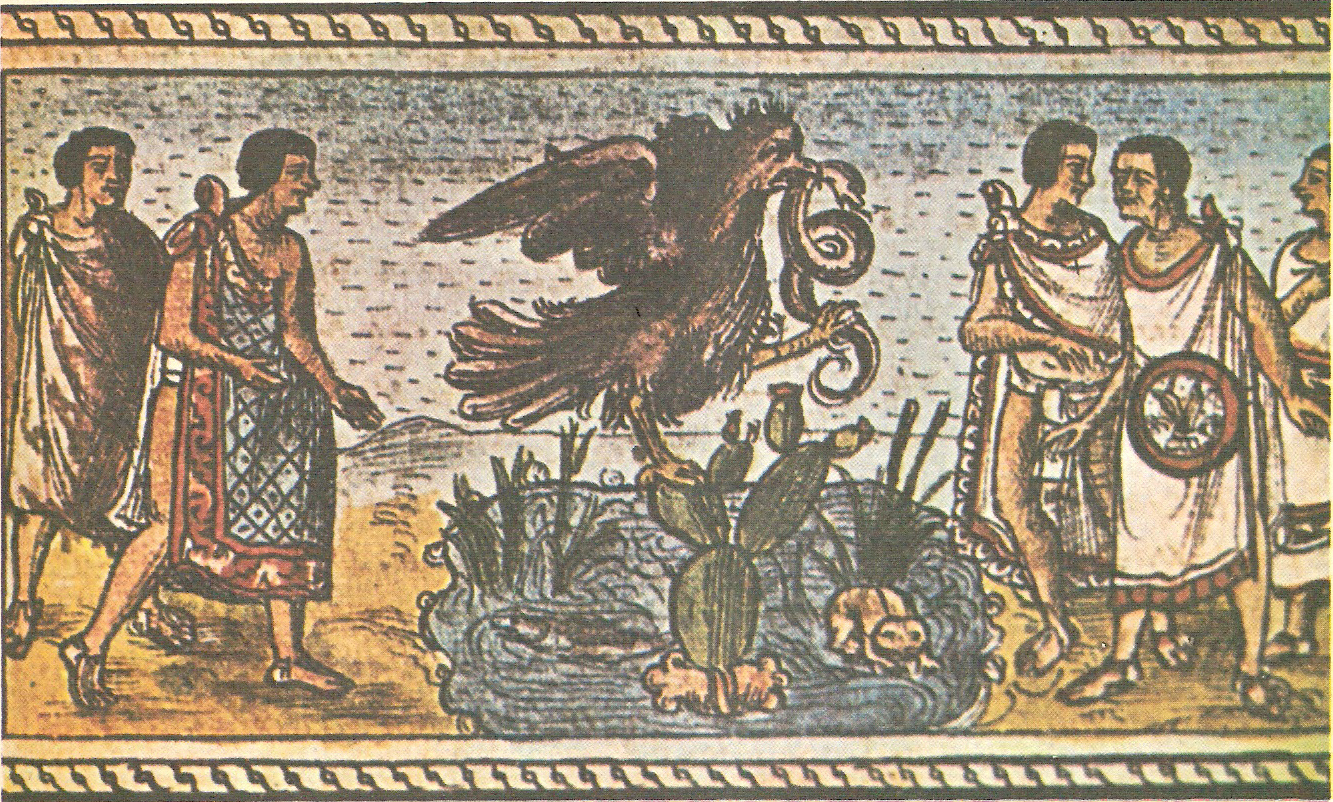
Fundación de la Ciudad de México-Extracto del códice Duran

En 1522, el rey Carlos V nombra a Hernán Cortes Capitán General y Gobernador de Nueva España, cambiando la vida de la entonces Gran Tenochtitlán. En 1535, don Antonio de Mendoza es nombrado Virrey de la Nueva España (dando inicio a la Época Virreinal que tuvo 61 virreyes). 

La imprenta de tipos móviles llegó a España en 1472, establecida en Segovia por el alemán Juan Párix de Heidelberg. A esta le siguieron otras en las ciudades de Barcelona (1473), Valencia (1473 o 1474), Zaragoza (en 1475) y Sevilla (1477 o antes), entre otras.  

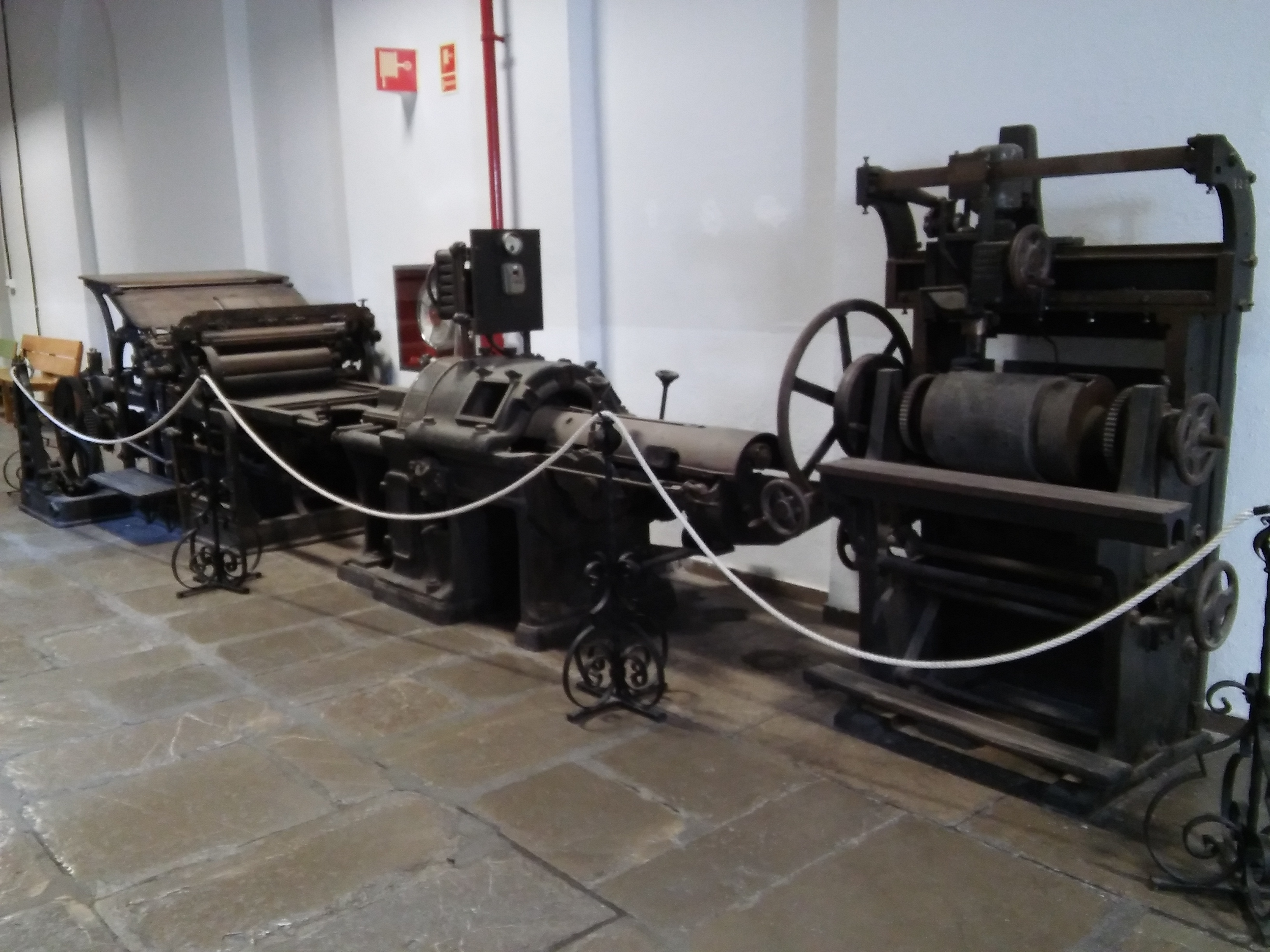
Maquinaria de imprenta, España

Señala Crive Griffin: “En general los oficiales extranjeros empleados en los talleres tipográficos parecen haber sido hombres aventureros y emprendedores, cualidades que los motivaron a abandonar el hogar y a viajar grandes distancias en busca de vida y, a veces, de fortuna.”

### Juan Cromberger
En la última década del siglo XV llegó a España el impresor alemán Jacobo Cromberger, probablemente el más ilustre de los impresores en la historia española, quien introdujo maquinaria de procedencia alemana, la cual constaba de prensas y cizallas para el corte de papel. Fue uno de los primeros impresores en participar en el comercio transatlántico. En 1507 fue contratado por el rey don Manuel de Portugal para imprimir una colección de leyes en Lisboa. A partir de ese momento, su hijo, Juan Cromberger, se quedó a cargo de la sucursal española. Se sabe que entre padre e hijo lograron imprimir unos 293 libros, casi todos en lengua castellana. 

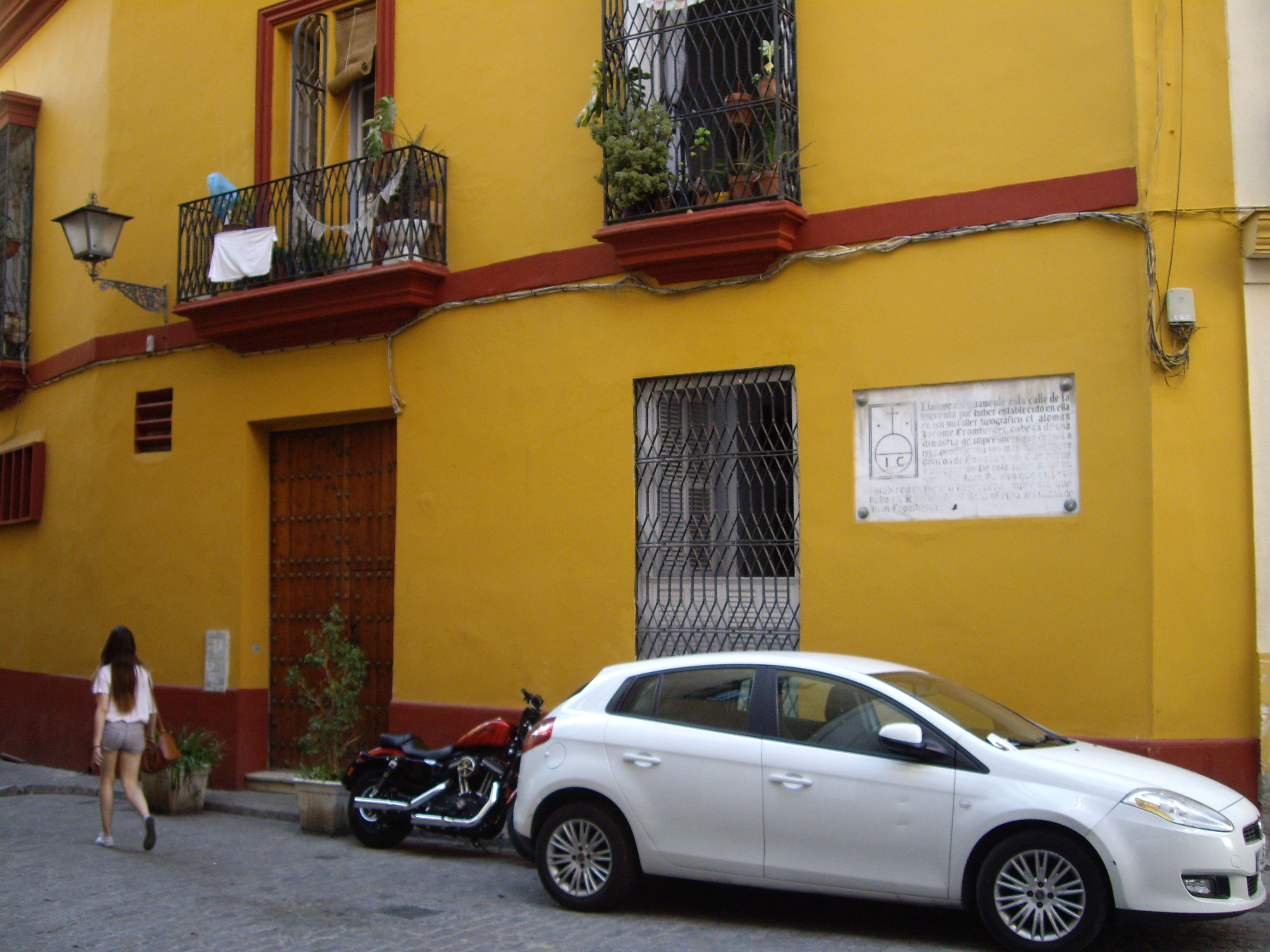
Imprenta de los Cromberger en Sevilla

Juan Cromberger estuvo años participando activamente en la llamada Carrera de Indias, pues había impreso en Sevilla ediciones destinadas al mercado novohispano, las cuales se cree que se basaban en cartillas y doctrinas en idiomas mexicanos. También poseía, junto a su cuñado Lázaro Nuremberger, minas en Sultepec y Taxco. La mina representó una gran aportación a su capital, la que se especula fue su prioridad en el comercio en el nuevo mundo y la imprenta fue una empresa periférica. Juan Cromberger fue el principal candidato para la encomienda por su astucia comercial y por poseer los recursos necesarios para implementarla con éxito; además de gozar de buenas relaciones con las autoridades eclesiásticas sevillanas.

### Juan de Zumárraga
Juan de Zumárraga nació en 1468 en Durango, España, miembro de la Orden Franciscana (Orden de Frailes Menores). En 1528 viajó a México, donde se dio cuenta de la falta de un taller tipográfico para agilizar la evangelización de los nuevos súbditos de la Corona española. Regresó a España entre 1532 y 1534 para ser nombrado obispo de México, momento en el que presentó su propuesta al Consejo de Indias de una imprenta y una biblioteca en Nueva España. El obispo buscó a Juan Cromberger para comprarle los libros destinados a la nueva biblioteca y para proponerle el proyecto de la primera imprenta. En 1547 el papa Paulo II lo nombró primer arzobispo de México. 

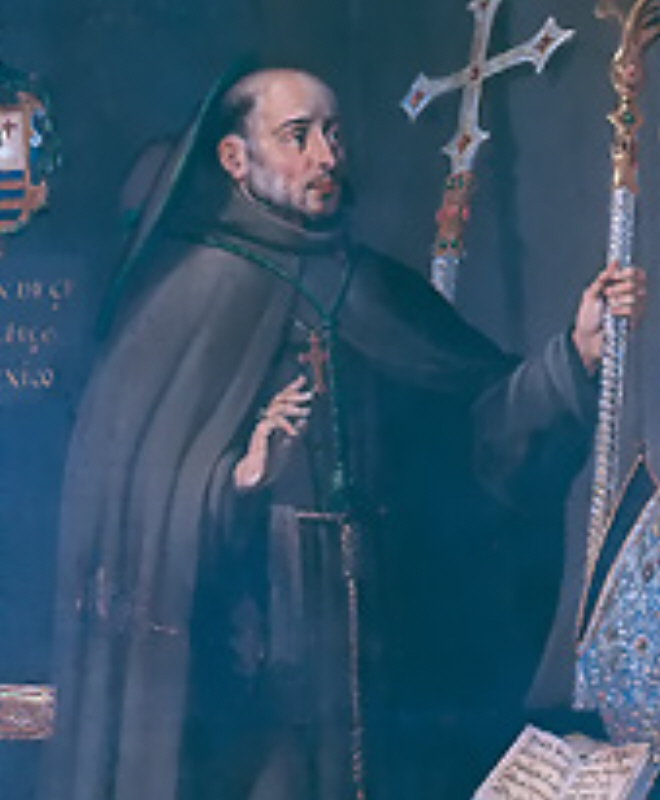
Juan de Zumárraga

### Las causas
La conquista del territorio mexicano supuso grandes retos para los evangelizadores que se encargaban de la conquista espiritual, uno de ellos fue la barrera lingüística, que los obligó a aprender y comprender nuevos idiomas con el propósito de inculcar la nueva religión a los nativos. Para cumplir tal labor fue necesario elaborar diccionarios y catecismos bilingües tanto para los frailes como para los nativos, que se fueron mejorando conforme perfeccionaban el idioma los frailes. De ahí la importancia de la imprenta para el nuevo mundo, dando inicio con la exportación y después dando lugar a que las autoridades eclesiásticas concedieran privilegios y monopolios en favor de un impresor que solucionara las problemáticas del catecismo.

## Inicios de la primera imprenta
En 1539, Juan Cromberger llegó a un acuerdo con Zumárraga y el virrey Antonio de Mendoza para establecer una imprenta en México a cambio de tener el monopolio sobre la impresión de libros en la Nueva España y de la exportación de libros a la misma. Para el proyecto encomendó al italiano Giovanni Pauli, más conocido como Juan Pablos, trabajador de su taller en Sevilla, España. El 12 de junio de 1539 se firmó el contrato que estipulaba la subordinación de Juan Pablos a la sucursal americana de Cromberger sin goce de sueldo hasta 10 años después, donde se le pagaría una quinta parte de las ganancias a su regreso a Sevilla y se le prohibía hacer otro trabajo en el territorio mexicano.
Se embarcó Juan Pablos, su esposa Jerómina Gutiérrez, el cajista y prensista analfabeta Gil Barbero y un esclavo de raza negra llamado Pedro propiedad de Cromberger, junto a todos los enseres necesarios (papel, prensa, tinta, etc.), en la nave de don Diego Martín. Cromeberger decidió no invertir un capital riesgoso, se concedió únicamente la suma de 500 ducados a la empresa, junto con un material tipográfico reducido, lo cual provocó que en las primeras publicaciones de Juan Pablos se emplearan grabados en desuso en Europa. Las letrerías destinadas a la imprenta mexicana no pasaban de cuatro juegos góticos sin punzón, matriz ni molde para refundir los tipos.
Los motivos de esta decisión pudieron ser en primer lugar, la decisión de economizar en material y no invertir en este hasta que las ganancias se convirtieran en redituables y, en segundo lugar, el celo de Cromberger ante la posible emancipación de algunos de sus trabajadores de su monopolio, así los limitaría de los recursos necesarios para iniciar su propia imprenta. 
Los primeros impresos de Juan Pablos de los que se tiene constancia fueron vocabularios de lenguas indígenas y exposiciones de fe; requerimientos necesarios para el trabajo de la evangelización que, en su mayoría, fueron efímeros por el constante uso. En palabras de Ernesto de la Torre:  “Los libros que influyen en la formación ideológica de los mexicanos son, en primer lugar, libros impresos fuera de México que poseen un sentido universal, revolucionario, en su más amplio y limpio término, no subversivos, y escritos en las cumbres más altas del pensamiento occidental.”
El alcance de la imprenta dirigida por Juan Pablos fue muy limitado en sus primeros años. Cabe recordar lo siguiente: “En aquellos tiempos de la industria editorial, las imprentas eran unos círculos, a modo de clubes, en los que pasaban y convivían todos los hombres que concurrían al nacimiento del libro: autor, editor, corrector, cajista, tirador…”  Por lo tanto, era de esperarse que los frutos tardaran en surgir dentro de tierras inexploradas para este negocio.  
Aparece el primer impreso mexicano de carácter informativo que se conoce. Hace mención del terremoto ocurrido en la ciudad de Guatemala la noche del 10 al 11 de septiembre de 1541. Se imprimían cuando la importancia de la noticia lo ameritaba y solo contenía una narración del hecho.    

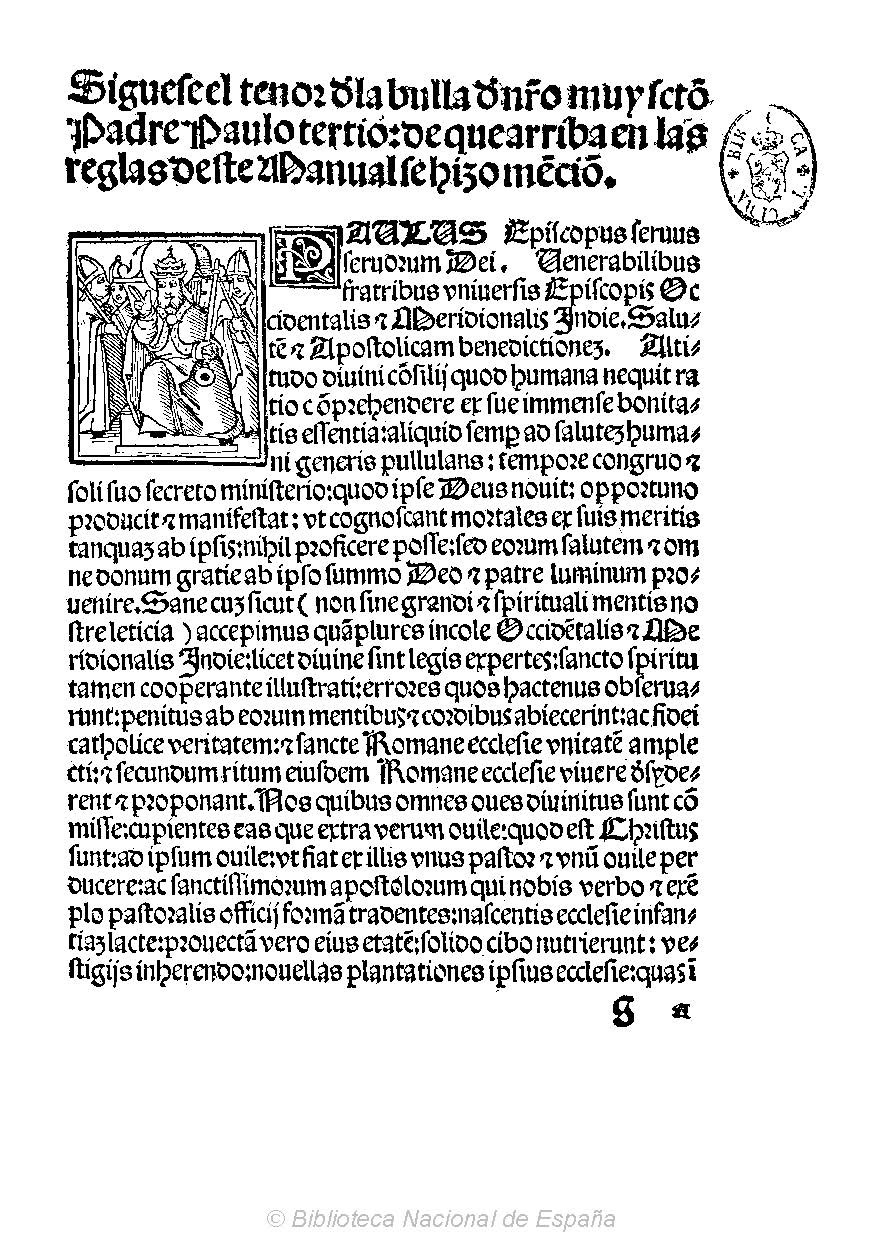
Manual de adultos, impreso en el taller Cromberger-Juan Pablos (1540)

## El traspaso: Cromberger - Juan Pablos
La imprenta mexicana en sus inicios estuvo llena de carencias, pues dependía casi totalmente de la casa sevillana, que la mantuvo limitada por mucho tiempo, así en 1547 Juan Pablos presentaría sus quejas ante los Cromberger a raíz de las escasas ganancias. Juan Cromberger muere en septiembre de 1540, un año después de la fundación de su sucursal americana, dejando a cargo a sus herederos quienes no mostraron interés en la imprenta en México lo que amenazó su monopolio como resultado de esto fue que entre 1545 y 1548 la viuda de Juan Cromberger, doña Brígida Maldonado, tomó la decisión de traspasar el taller en el nuevo mundo al encargado: Juan Pablos. Esta acción marcó el inicio de un nuevo impulso en los albores de la imprenta mexicana. 
Al finalizar el primer año de vida útil de la imprenta en México aparece Breve y más compendiosa Doctrina christiana en la lengua mexicana y castellana, con el pie de imprenta que señalaba su procedencia: “en casa de Juan Cromberger”, pero ésta ya era una obra originada en el nuevo mundo. Posteriormente, cuando Juan Pablos consigue hacerse de la imprenta los pies de imprenta aparecerán: “Juan Pablos Lombardo primer impresor en esta insigne leal Ciudad de México”, así en las obras en latín su nombre latinizado: Ioannes Paulus Brissensis.
Al tener bajo su nombre la imprenta, Juan Pablos contrató a Antonio de Espinosa, fundidor de tipos y cortador de grabados o punzones. Con esta acción y pidiendo capital prestado inició un proceso de modernización de la empresa en cuanto al material tipográfico; imprimió algunos libros de la Universidad de México. 

## La producción bibliográfica de la primera imprenta mexicana
Los primeros misioneros entendieron bien que la evangelización solo sería posible por medio de alfabetización occidental; para este fin, el instrumento fueron las famosas cartillas bilingües. Zumárraga tuvo a bien notar que los catecismos tendrían que tener una sola opinión para no confundir en los recovecos de la doctrina, así aquello que en el castellano se podía transmitir con claridad debía traducir esa misma lucidez a las lenguas indígenas. Pero en un segundo lugar existía la problemática de que los encargados de difundir el cristianismo provenían de distintas congregaciones religiosas y estas diferencias, aunque fueran mínimas, se podrían vislumbrar.     
Esto generó algunos tropiezos en el proceso evangelizador, pero la solución siempre mutó al libro impreso: en 1544 saldrá del taller de Cromberger el libro Doctrina christiana para instrucción e información de los indios por manera de historia como respuesta a la problemática. Así, pues, de la imprenta Cromberger-Pablos saldrían los pilares textuales para los caminos de la evangelización. Algunos con el fin de educar a los indios y otros para guiar a los clérigos. Entre estos tenemos el Manual de adultos impreso en 1540, o el Cancionero spiritual, escrito por Las Casas y dedicado a Zumárraga, que imprimiría Juan Pablos en 1546; Tripartito del christianissimo y consolatorio doctor Juan Gersón de Doctrina christiana, también figura en este tipo de escritos, debido a que contiene una detallada explicación de los mandamientos, el examen de consciencia  y el préstamo de ayuda a moribundos. 
Se suman Doctrina christiana, más cierta y verdadera para gente sin erudición y letras; en que se contiene el catecismo o información para indios con todo lo principal y necesario que el cristiano debe saber y obrar en el año de 1546, como ferviente deseo de los obispos de la época; el colofón incluye que se imprime en México por mandato de Juan de Zumárraga. Un año después (1547) se publica Regla christiana breve para ordenar la vida y tiempo del cristiano que se requiere salvar y tener su alma despierta para que Jesucristo more en ella.
Les seguirán libros de enseñanza filosófica y teológica como cognitio (1554), Dialectica (1554) y Physica (1557), también impresas por Juan Pablos y consideradas obras maestras de la tipografía novohispana. Se añade a la lista Speculum coniugiorum (1556) de fray Alonso. Por último, cabe mencionar que fueron encargadas a Juan Pablos las leyes de la iglesia católica mexicana en 1556: Constituciones del Arzobispado y provincia de la muy insigne y muy leal ciudad de Tenuxtitlán.
En 1542, Juan Pablos publicó la primera hoja periodística en América, en la cual se dieron a conocer los terremotos en Guatemala, sucedidos el 10 y 11 de septiembre de 1541. 

## Fin del monopolio de la imprenta en México
En 1560 se rompe el monopolio de la imprenta en México, siguiéndole Antonio de Espinosa entre 1559 y 1575; Antonio Álvarez en 1563; Pedro Ocharte entre 1563 y 1592; Pedro Balli 1574 y 1600; Antonio Ricardo entre 1577 y 1579; de Figueroa (viuda de Pedro Ocharte)  entre 1599 y 1601; Henrico Martínez entre 1599 y 1611; Luis Ocharte Figueroa entre 1600 y 1601; Diego López Dávalos entre 1601 y 1615; terminado esta primera etapa de la historia de la imprenta en México con Cornelio Adriano César entre 1602 y 1633.   